# Anna Maria Wretman
Anna Maria Wretman, född Burghardi 1724 i Stockholm, död den 21 april 1806 i Stockholm, var en svensk grosshandlare. 

## Biografi
Anna Maria Wretman var dotter till grosshandlarna Daniel Burghardi (d. 1727) och Maria Liwijn Pinchardt (1698–1784) och gifte sig 1744 med grosshandlaren Johan Wretman (1703–1763). Hennes mor, som 1729 gifte om sig med grosshandlaren Leonhard Pinchart (1699–1775), vars textilfabrik levererade kamull till Långholmens spinnhus, skötte även hon framgångsrikt sin andre makens rörelse som änka.
Paret fick två söner och en dotter. Vid sin makes död 1763 övertog hon handelsrörelsen. Hon skötte den först ensam, men allteftersom sönerna blev äldre slussades de in i verksamheten som hennes kompanjoner och blev alltmer aktiva; 1781 slutade hon betala skatt, och 1789 avslutade hon slutgiltigt sin verksamhet.
Anna Maria Wretman hade ett brett kontaktnät av bröder, däribland grosshandlaren Johan Fredrik Burghardi, och söner som i affärsverksamheten ofta fick agera ombud åt henne i en affärsvärld där kvinnor inte alltid hade lätt att bli accepterade överallt. Hon beskrivs som mycket framgångsrik, och betalade år 1780 näst mest skatt av alla kvinnliga grosshandlare i Stockholm; endast hennes mor betalade mer.
Under tidsperioden 1750–1820 var Anna Maria Wretman, tillsammans med Christina Fris och Anna Maria Brandel, en av de tre största kvinnliga köpmännen i Stockholm. Hon var mycket framgångsrik och efterlämnade en förmögenhet på  1 520 073 daler kopparmynt (56 299 riksdaler banco), i 2019 års penningvärde motsvarar detta närmare 600 miljoner kronor.